# Муруджуга

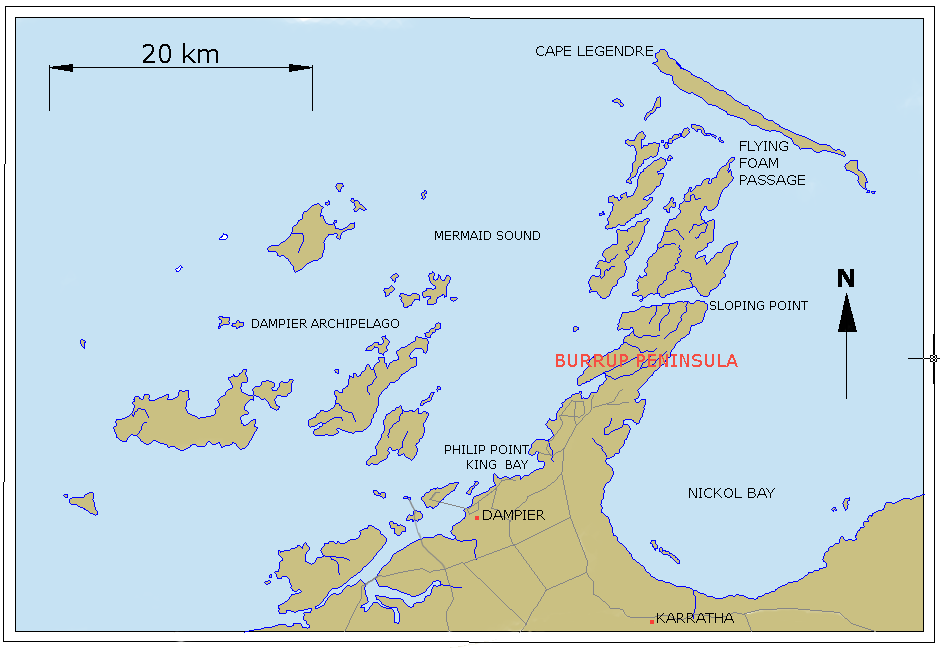
Карта архіпелагу Дампір і півострову Берруп

Муруджуга, раніше відомий як острів Дампір, а сьогодні зазвичай відомий як півострів Берруп, є територією в архіпелазі Дампір у регіоні Пілбара в Західній Австралії, де розташоване місто Дампір. Ділянка наскельного мистецтва Дампір, яка охоплює весь архіпелаг, є предметом постійних політичних дебатів через історичні та пропоновані промислові розробки. Понад 40 % Муруджуги перебуває в національному парку Муруджуга, який містить найбільшу у світі колекцію стародавніх наскельних зображень (петрогліфів) віком 40 000 років.
Регіон іноді плутають із півостровом Дампір, 800 кілометрів (500 миля) на пн.-сх.

## Опис наскельного мистецтва
Більшість наскельних малюнків Муруджуги зображено на вивержених породах віком 2,7 мільярда років. Наскельний малюнок був зроблений шляхом витравлення зовнішніх міліметрів червоно-коричневого оксиду заліза, оголюючи бліду сантиметрову товщину вивітреної глини. Дуже тверда вивержена порода, що міститься під нею, темно-сіро-зеленого кольору і складається з гранофіру, габо, долериту та граніту.

## Історія і топоніміка
Традиційними власниками Муруджуги є аборигенна нація, відома як народ Ябурара (Jaburara). Мовою нгаярда, включно з мовою ябурара, муруджуга означає «стегнова кістка, що стирчить». Між лютим і травнем 1869 року велика кількість людей Ябурара була вбита в результаті інциденту, відомого як Різанина з летючої піни. П'ять кланів, які взяли на себе піклування про землю як традиційні охоронці після різанини, включають народи Ябурара, Нгарлума, Мардудгунера, Їнджібарнді та Вонг-Гу-Тт-Оо.
Уперше отримав англійську назву острів Дампір на честь англійського мореплавця Вільяма Дампіра (1651—1715), тоді це був острів, що лежав 3 кілометри (1,9 миля) біля узбережжя Пілбара. У 1963 році острів став штучним півостровом, коли його з'єднали з материком дамбою для дороги та залізниці. У 1979 році півострів Дампір був перейменований на півострів Берруп на честь гори Берруп, найвищої вершини острова, яка була названа на честь Генрі Беррупа, клерка Юніон Банку, убитого в 1885 році в Роборні.

## Дії проти охорони спадщини

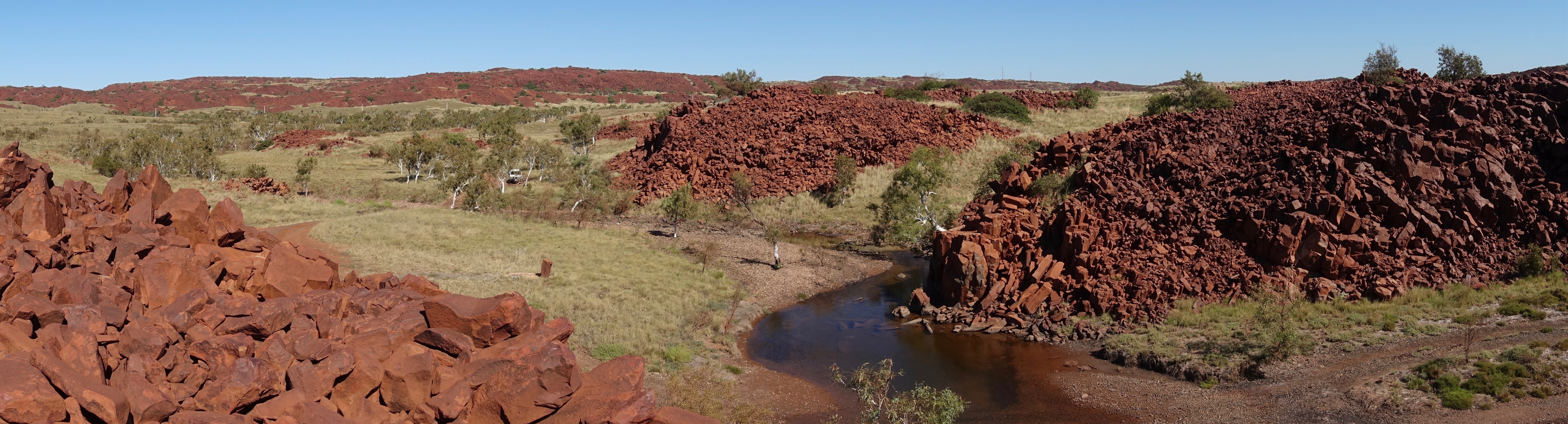
Муруджуга

Півострів є унікальною екологічною та археологічною територією, оскільки він містить культурний ландшафт Муруджуга, найбільшу та найважливішу колекцію петрогліфів у світі. Деякі наскельні зображення аборигенів датовані понад 45 000 років. Колекція стоячих каменів тут є найбільшою в Австралії з наскельними петрогліфами, яких понад мільйон, багато з них зображують зображення нині вимерлого тилацину (тасманійського тигра). Район наскельного мистецтва Дампір охоплює весь архіпелаг, а Національний парк Муруджуга розташований у Беррупі.
Занепокоєння екологічною, історичною, культурною та археологічною значущістю території призвело до кампанії на її захист, що спричинило конфлікт із промисловим розвитком на території. Збереження пам'ятки Муруджуга закликали з 1969 року, а у 2002 році Міжнародна федерація організацій наскельного мистецтва (IFRAO) почала кампанію зі збереження залишків пам'ятки. Муруджуга була внесена до Реєстру місць під загрозою зникнення Національного фонду Австралії та до Всесвітнього моніторингу пам'яток 2004, 2006 та 2008 років Всесвітнього фонду пам'яток.
Близько 900 місць, або 24,4 відсотка наскельного мистецтва на Муруджузі, було знищено, щоб звільнити місце для промислового розвитку між 1963 і 2006 роками. Уряд Західної Австралії стверджував, що з 1972 року було знищено лише 4 відсотки місць, що становить приблизно 7,2 відсотка петрогліфів, посилаючись на відсутність повної інвентаризації наскельного мистецтва в регіоні як складне завдання оцінки.
У 1996 році план землекористування Консультативної ради з управління півостровом Берруп розділив регіон на дві території:
- територія збереження, спадщини та відпочинку, що охоплює 5 400 гектарів (13 000 акрів), 62 % Муруджуги
- промислова зона з акцентом на порти та стратегічну промисловість, 38 % Муруджуги

Незважаючи на те, що план коментував «цінність Північного Беррупу для збереження його знаменитої спадщини аборигенів і цінностей навколишнього середовища», не було зроблено коментарів щодо кількості наскельного мистецтва, на яке вплинула розробка та рекреаційна діяльність.
У 1998 році народи Нгарлума та Їнджібарнді мали спільну претензію на корінний титул, який включав культурний ландшафт Муруджуга. Спільне підприємство Північно-Західного шельфу, яке включає газовий завод Каррата, згодом уклало угоду про доступ до землі з людьми Нгарлума та Їнджібарнді. Люди Нгарлума та Їнджібарнді заснували Ngarluma and Yindjibarndi Foundation Limited (NYFL). Із 2000 року NYFL є традиційною організацією, яка представляє власників північно-західного району шельфу. Угода 1998 року з народом Нгарлума та Їнджібарді здебільшого вважається застарілою та не відповідає прийнятим стандартам галузевих угод із традиційними власниками.
Робота, виконана Національним фондом Західної Австралії, призвела до номінації цього місця до списку місць під загрозою зникнення Національного фонду у 2002 році. У 2004 році компанія American Express через Всесвітній фонд пам'яток надала фінансування для подальших досліджень і пропаганди, які мають бути здійснені з метою досягнення статусу національної спадщини для цього місця. У 2006 році Австралійська рада спадщини повідомила федеральному міністру навколишнього середовища та культурної спадщини, що це місце підходить для внесення до списку національної спадщини.
Уряд штату Західна Австралія продовжував підтримувати розвиток об'єкту, стверджуючи, що немає економічно ефективних альтернативних об'єктів і що географічне розширення території об'єкта буде вкрай обмеженим. Колишній міністр розвитку ресурсів консервативної партії Колін Барнетт тимчасово підтримав кампанії з порятунку наскельного мистецтва в цій місцевості.
Думки Федерального уряду Австралії розділилися щодо цього питання. Однією з причин підтримки охорони об'єкту є те, що національні органи спадщини підтримують охорону території, а уряди на національному та державному рівнях належали до протилежних політичних партій. З іншого боку, уряд не бажав втручатися в економічне процвітання, створене економікою Західної Австралії.
Кампанія протесту проти забудови отримала підтримку населення:
42 000 особистих повідомлень було надіслано директорам Woodside на їхніх щорічних загальних зборах. Після запитань акціонерів на загальних зборах директор Дон Воелте нарешті визнав, що уряд штату скерував їх розвиватися серед наскельного мистецтва, і вони погодилися.
Дебати тривали до червня 2007 року без втручання австралійського уряду. Федеральний міністр висловив підтримку внесенню до списку національної спадщини, але питання меж території та стратегії управління все ще перебували на стадії обговорення. У 2007 році це місце було включене до списку національної спадщини Австралії.
7 липня 2008 року австралійський уряд включив 90 % наскельних малюнків архіпелагу Дампір до списку національної спадщини. Активісти продовжували вимагати від австралійського уряду включити всі непорушені території архіпелагу Дампір до Списку світової спадщини. Згідно з радіошоу Філіпа Адамса на Національному радіо, один із працівників об'єкта, електрик із Woodside Petroleum, заявив, що компанія розбила 10 000 петрогліфів для засипки доріг у період міжнародного обурення через знищення Талібаном статуй Будди в Баміані. Також було знищено найдавніше зображення людського обличчя. Кам'яні басейни були наповнені зеленим накипом, евкаліпти в цьому районі гинуть, викиди природного газу, що витікає з несправних трубопроводів, піднімається на висоту шестиповерхового будинку та спалює еквівалент усіх річних викидів у Новій Зеландії кожного року щодня.
У лютому 2009 року уряд штату опублікував звіт, у якому було встановлено, що промислові викиди не завдали шкоди наскельним малюнкам. Сенатор від Партії зелених Рейчел Сіверт розкритикувала прем'єр-міністра Коліна Барнетта за те, що він відмовився від своєї попередньої підтримки захисту наскельного мистецтва.
Станом на 2011 рік ця територія залишалася у списку 100 найбільш загрозливих місць у світі Світового фонду пам'яток — єдине подібне місце в Австралії — через постійне неправильне управління спадщиною та збереження цінностей Буррупу.
У січні 2020 року уряд Австралії подав заявку на включення культурного ландшафту Муруджуга до Попереднього списку Світової спадщини Австралії.
У листопаді 2021 року близько 50 місцевих жителів зібралися в Карраті, щоб протестувати проти однієї з найбільших нафтогазових розробок, яка будь-коли проводилася в Австралії Woodside Petroleum і BHP, відомої як проект Скарборо (Скарборо — це назва газового родовища, 375 км (233 миля) біля узбережжя Пілбара). Проект передбачає будівництво плавучої видобувної установки, буріння 13 свердловин і 430 км (270 миля) трубопровід для транспортування газу на береговий завод із переробки ЗПГ Плуто поблизу Карратхи, який буде розширено. Очікується, що виробництво почнеться у 2026 році. Проект отримав екологічне схвалення. Об'єднання аборигенів Муруджуга не бере участі у схваленні таких промислових проектів, але проводяться дослідження щодо того, чи вплинуть збільшення викидів на наскельні малюнки.
Відносини між традиційними власниками та Вудсайдом були складними. У липні 2022 року Раелін Купер висловила занепокоєння деяких традиційних власників в ООН у Женеві, яка заявила: «Наскельний малюнок архівує наші знання. Він написаний не на кам'яній дошці, а вирізьблений на нгуррі, яка зберігає наші знання. Історії про мрії та пісні». Вона також написала міністрам уряду Лінді Берні та Тані Пліберсек.

## Забруднення та пошкодження
Поряд із механічними пошкодженнями наскельного зображення внаслідок промислового розчищення землі для доріг, трубопроводів, ліній електропередач та інших територій, наскельний малюнок Муруджуга був пошкоджений промисловим забрудненням. Кислотно-пилове забруднення поєднується з водою, утворюючи кислоти, які розчиняють сполуки марганцю та заліза, спричиняючи фрагментацію лаку та патини гірських порід. Дослідники вважають, що скорочення викидів має важливе значення для захисту наскельного мистецтва для майбутніх поколінь.

## Підводні археологічні розкопки
1 липня 2020 року вчені опублікували дослідження, в якому повідомляється про знахідку перших в історії Австралії підводних археологічних пам'яток стародавніх аборигенів на двох ділянках біля півострова Берруп. У дослідженні описано 269 артефактів, знайдених на мисі Брюгієрес, а також 8500-річне підводне джерело прісної води у Flying Foam Passage біля Дампіра. Артефакти, яким тисячі років, — це сотні кам'яних знарядь праці та шліфувальних каменів, докази існування життя до того, як рівень моря піднявся від 7000 до 18 000 років тому, після останнього льодовикового періоду. Австралійська археологічна асоціація назвала дослідження «надзвичайно значущим».
Звіт став результатом чотирирічної роботи групи археологів, фахівців із наскельного мистецтва, геоморфологів, геологів, пілотів-спеціалістів і наукових дайверів, фінансованої Австралійською дослідницькою радою у співпраці з Об'єднанням аборигенів Муруджуга над проектом, відомий як проект «Глибока історія морської країни». Були залучені команди з Університетів Фліндерса, Західної Австралії, Джеймса Кука, Airborne Research Australia та Йорка в Англії.
Це місце було внесено до Списку спадщини аборигенів Західної Австралії (захищене Законом про спадщину аборигенів 1972 р.]]). Федеральний уряд заявив, що такі підводні місця підпадають під юрисдикцію штату. Федеральний закон про підводну культурну спадщину 2018 р. було оновлено у 2019 році, щоб автоматично включити затонулі літаки та уламки суден старші за 75 років, але він не включає автоматично об'єкти аборигенів.

## Стежка Нгаджарлі
Після того, як національний парк Муруджуга було закрито на кілька місяців, щоб дозволити його облаштування, стежка Нгаджарлі була завершена в серпні 2020 року. Традиційні власники, працюючи у співпраці з урядом, створили 700-метрів (2 300 фут) універсальну набережну разом із пояснювальними знаками. Об'єднання аборигенів Муруджуга сподівається покращити та розширити приміщення для відвідувачів і допомогти їм оцінити культурне значення цього місця.